# Comunicaciones FC (fútbol femenino)
La sección de fútbol femenino del Comunicaciones FC (Hoy conocido como Cremas Femenino) fue fundada en 1997 en Ciudad de Guatemala. Desde un principio actuó como un equipo filial del equipo crema, logrando nueve títulos de Liga Nacional de Fútbol de Guatemala en sus casi 20 años de trayectoria.

## Palmarés

### Títulos nacional
1- Torneo 1997 Campeón
2- Torneo 1998 Campeón - BI-CAMPEÓN
3- Torneo 1999 Campeón - TRI-CAMPEÓN
4- Torneo 2000 Campeón - TETRA-CAMPEÓN
5- Torneo 2001 Campeón - PENTA-CAMPEÓN
6- Apertura 2002-2003 Campeón - HEXA-CAMPEÓN
7- Apertura 2003-2004 Campeón
8- Apertura 2006-2007 Campeón
9- Clausura 2006-2007 Campeón - BI-CAMPEÓN
| Competición                               | Títulos                                                     | Subcampeonatos |
| ----------------------------------------- | ----------------------------------------------------------- | -------------- |
| Liga Nacional de Guatemala femenina (7/5) | 1997, 1998, 1999, 2000, 2001, Apertura 2002, Clausura 2003, |                |